# Léon Delaborde (Radsportler)
Léon Delaborde (* 19. Jahrhundert; † 20. Jahrhundert) war ein französischer Radrennfahrer.

## Sportliche Laufbahn
Delaborde war im Bahnradsport aktiv. Bei den Bahnradsport-Weltmeisterschaften 1902 in Rom gewann er beim Sieg von Charles Piard die Silbermedaille im Sprint der Amateure. 
Über seine weiteren Lebensdaten und sportlichen Erfolge ist nichts bekannt.